# Чувашская государственная филармония
Чувашская государственная филармония (чув. Чăваш патшалăх филармонийĕ) — культурное учреждение, расположенное в городе Чебоксары Чувашской Республики.

## История
Филармония основана в 1936 году. Первым директором был пианист и композитор И. В. Люблин. В составе Чувашской филармонии были Чувашский государственный хор, Государственный симфонический оркестр, группа солистов и ансамбль гусляров.

## Творческие коллективы филармонии
В настоящее время в творческом составе филармонии работают: фольклорно-эстрадный ансамбль «Сявал», эстрадный ансамбль «Сеспель», ансамбль «Чаваш ен», Камерный оркестр Чувашии старинной и современной музыки, музыкально-лекторийная группа, цирковая группа, Чувашский театр сатиры и юмора.
В филармонии работает созданная в 1970 году музыкально-лекторийная группа, состоящая из ведущих солистов-вокалистов, солистов-инструменталистов, чтецов.
В 1968 году в стенах заведения родился первый профессиональный эстрадный ансамбль в Чувашии — «Сеспель» (в переводе с чувашского «подснежник»). Главным направлением своей работы коллектив выбрал пропаганду чувашской эстрадной песни. А также исполнение иностранных мелодий на чувашском языке. Есть и песни на русском. Коллектив знакомил творческим потенциалом Чувашии во многих городов России и зарубежья, в том числе Польши, Венгрии и Югославии.
Чувашский государственный камерный оркестр старинной и современной музыки создан в 1989 году.

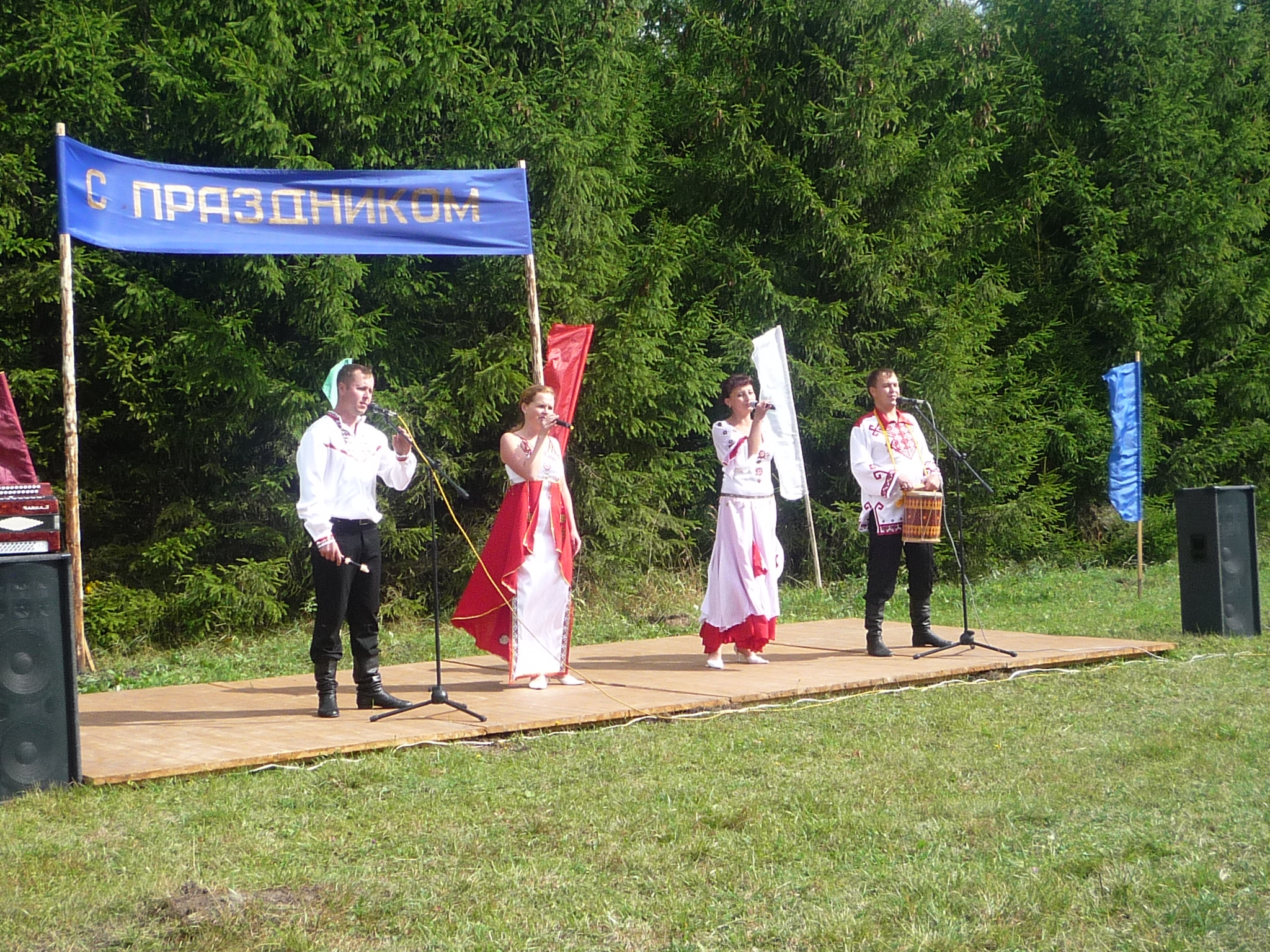
Ансамбль «Çавал» Чувашской государственной филармонии в посёлке Алшихово в день празднования 80-летия посёлка у опушки леса (15 августа 2009)

Созданный в 1976 году фольклорный ансамбль «Сявал» — участник трех международных фестивалей: «Евромузыка — 94» в Великом Новгороде, Польше и Бельгии, дипломант первого международного фестиваля тюркских народов (1977 год). В репертуаре коллектива — мировая классика и современная музыка, в том числе специально написанные для оркестра сочинения чувашских композиторов Александра Васильева, Ларисы Быренковой, Андрея Галкина, Виктора Ходяшева, Лолиты Чекушкиной.
Ансамбль «Чаваш ен» создан в 1991 году. Несмотря на небольшой срок он успел заявить о себе как высокопрофессиональный и перспективный творческий коллектив. Репертуар ансамбля составляют произведения профессиональных чувашских и русских композиторов, а также чувашские, русские, украинские, татарские и казачьи народные песни.
Лауреат премии им. М. Сеспеля Театр сатиры под руководством В. Петрова — один из любимых коллективов Республики.
Чувашская государственная филармония — центр культурной жизни республики, занимающийся пропагандой классического, современного, в том числе и чувашского профессионального музыкального искусства.